# Герцог де Клермон-Тоннер
Герцог де Клермон-Тоннер (фр. duc de Clermont-Tonnerre) — старинный титул, дважды создававшийся во Франции, сначала королём Франции Карлом IX, в 1571 и 1572 годах, для Анри де Клермона, виконта де Таллара. А потом, в 1775 году, королём Людовиком XVI для маршала Франции Гаспара де Клермон-Тоннера, маркиза де Крюзи и Вовиллер.

## История
Герцогство-пэрство Клермон (говорят: де Клермон-Тоннер) было создано в 1571 году из графства Клермон. Однако граф Клермон отказался уступить графство своему сыну, это возведение не действительно.
Герцогство-пэрство Тоннер (говорят: де Клермон-Тоннер) было создано в 1572 году из графства Тоннер, заменив предыдущее герцогство-пэрство возведение которого было не действительным. Патент не был сохранен, герцогство-пэрство прекратило существование в 1573 году в связи со смертью его владельца Анри де Клермона.
Герцогство-пэрство де Клермон-Тоннер было создано в 1775 году из маркизата Вовиллер, с угодьями и постройками.
Кроме того, в 1823 году, титул герцога де Клермон-Тоннера и пэра Франции было предоставлено кардиналу-архиепископу Тулузы, Анну-Жюлю-Антуану де Клермон-Тоннеру, но из-за того, что титул принадлежал духовному лицу, он рассматривался только как пожизненный.

## Герцоги де Клермон-Тоннер

### Первая креация
1. Анри де Клермон (1540—1573), виконт де Таллар, герцог де Клермон, затем герцог де Тоннер (1571 и 1572 годов — креации) и пэр Франции.

### Вторая креация
1. 1775—1781 — Гаспар де Клермон-Тоннер, маркиз де Крюзи и Вовиллер (1688—1781), 1-й герцог де Клермон-Тоннер и пэр Франции, маршал Франции;
2. 1781—1794 — Жюль-Шарль-Анри де Клермон-Тоннер (1720—1794), 2-й герцог де Клермон-Тоннер и пэр Франции, сын предыдущего;
3. 1794—1837 — Жюль-Гаспар-Энар де Клермон-Тоннер (1769—1837), 3-й герцог де Клермон-Тоннер и пэр Франции, внук предыдущего;
4. 1837—1842 — Гаспар-Полен де Клермон-Тоннер (1750—1842), 4-й герцог де Клермон-Тоннер и пэр Франции, римский князь Клермон-Тоннер, дядя предыдущего;
5. 1842—1865 — Эме-Мари-Гаспар де Клермон-Тоннер (1779—1865), 5-й герцог де Клермон-Тоннер и пэр Франции, сын предыдущего;
6. 1865—1889 — Гаспар-Луи-Эме де Клермон-Тоннер ([1812—1889), 6-й герцог де Клермон-Тоннер и пэр Франции, сын предыдущего;
7. 1889—1910 — Гаспар-Эме-Шарль-Роже де Клермон-Тоннер (1842—1910), 7-й герцог де Клермон-Тоннер, сын предыдущего;
8. 1910—1940 — Эме-Франсуа-Филибер де Клермон-Тоннер (1871—1940), 8-й герцог де Клермон-Тоннер, сын предыдущего, известен как принц Гемене;
9. 1940—1967 — Мари-Жозеф-Виктор-Энар-Фернан де Клермон-Тоннер (1884—1967), 9-й герцог де Клермон-Тоннер, двоюродный брат предыдущего;
10. 1967—1970 — Мари-Жозеф-Шарль-Эме-Жан де Клермон-Тоннер (1885—1970), 10-й герцог де Клермон-Тоннер, брат предыдущего;
11. 1970—1999 — Шарль-Анри-Жерар-Мари-Габриэль де Клермон-Тоннер (1934—1999), 11-й герцог де Клермон-Тоннер, сын предыдущего;
12. 1999 — Эмар-Мари-Жан-Антуан де Клермон-Тоннер (род. в 1962 году), 12-й герцог де Клермон-Тоннер, сын предыдущего.